# Seven Seas (трубоукладальне судно)
Seven Seas — глибоководне будівельне та трубоукладальне судно, споруджене у 2008 році на замовлення компанії Subsea 7, яка володіє спеціалізованим флотом для офшорних робіт з кількох десятків одиниць.

## Характеристики
Судно спорудили на нідерландській верфі IHC Merwede у Hardinxveld-Giessendam (два десятки кілометрів на південний схід від околиць Роттердаму). За цим воно прибуло до виробничої площадки компанії Huisman-Itrec (базується у Східамі на західній стороні роттердамської агломерації), де отримало своє основне обладнання.
Seven Seas здатне провадити будівельні роботи та укладання жорстких (методом J-lay) і гнучких труб на глибинах до 3000 метрів. Воно обладнане краном вантажопідйомністю 342 тонни (у гавані — до 400 тонн) та трубоукладальною вежею з показником 430 тонн для гнучких та 400 тонн для жорстких труб. Гнучкі труби можуть розміщуватись під палубою на двох каруселях ємністю 1510 та 1390 тонн, а також на палубі на каруселі/кількох котушках загальною ємністю до 3000 тонн. Палуба має робочу площу 1750 м2 та витримує навантаження до 10 т/м2. Також наявний центральний люк (moonpoool) розмірами 7,5х8,5 метра.
Судно має два дистанційно керовані підводні апарати (ROV), здатні виконувати завдання на глибинах до 3000 метрів.
Пересування до місця виконання робіт здійснюється з операційною швидкістю 13 вузлів. Точність встановлення на позицію забезпечується системою динамічного позиціювання DP2, а силова установка складається з шести двигунів потужністю по 3,36 МВт.
На борту наявні каюти для 120 осіб, а доставка персоналу та вантажів може здійснюватись з використанням гелікоптерного майданчика судна, розрахованого на прийом машин типу Sikorsky S92 або Super Puma.

## Завдання судна
Першим завданням судна стали роботи у 2008 році в Норвезькому морі на газовому родовищі Yttergryta. Тут судно, зокрема, встановило завершальний маніфольд (pipeline end manifold, PLEM) вагою 130 тонн, а також лінії для подачі хімікалій (метанолу і гліколю — попереджують гідратоутворення під час транспортування газу) та здійснення управління (umbilical, призначені для передачі команд, електроенергії та гідравлічних зусиль).
За цим Seven Seas відплило до узбережжя Бразилії, де його законтрактували для робіт за проектом BC-10 (розробка 5 нафтових родовищ в басейні Кампос).
У 2009-му Seven Seas залучили до робіт у Північному морі на норвезькому газовому родовищі Вега (поряд з цілим рядом інших суден компанії Subsea 7).
Ще одним завданням у норвезьких водах стали роботи протягом 10 місяців на родовищі Скарв, введеному в експлуатацію у 2011 році (тут так само в підводному облаштуванні залучили цілий флот від Subsea 7).
В 2013 році судно законтрактувала бразильська Petrobras, що реалізовувала масштабну програму розробки офшорних родовищ. В 2015-му цю угоду подовжили ще на два роки.
Наприкінці 2010-х Seven Seas залучили до встановлення окремих елементів підводного облаштування родовища Фаюм та Гіза, які розташовані у єгипетському секторі Середземного моря та почали роботу в 2019-му. 